# Rhynchocinetes conspiciocellus
Rhynchocinetes conspiciocellus is een garnalensoort uit de familie van de Rhynchocinetidae. De wetenschappelijke naam van de soort is voor het eerst geldig gepubliceerd in 1992 door Okuno & Takeda.